# Magtröja
En magtröja är en topp som avslöjar midjan, naveln eller någon del av överkroppen. Oftast visar den hela magen.  

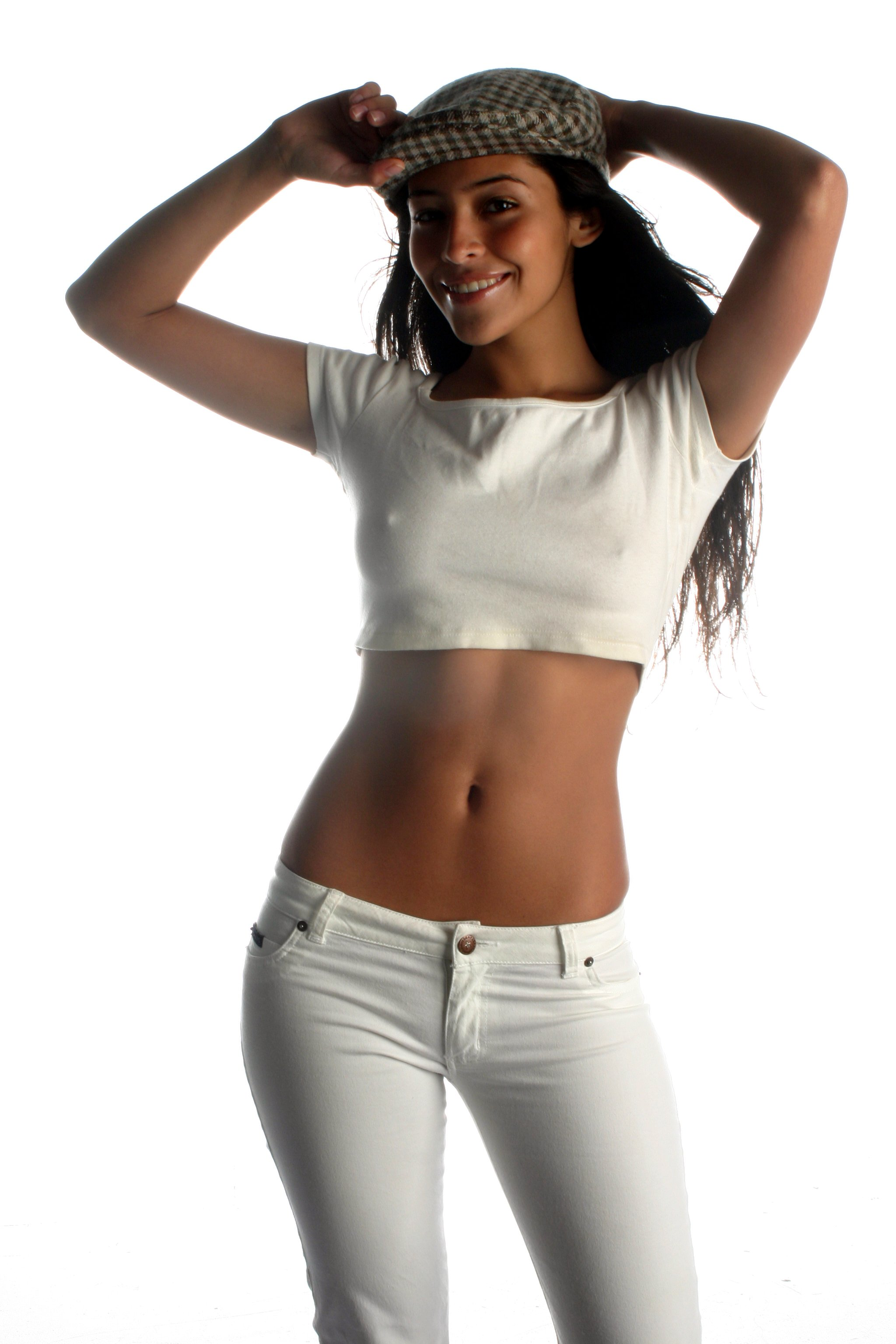
Kvinna som bär en vit magtröja
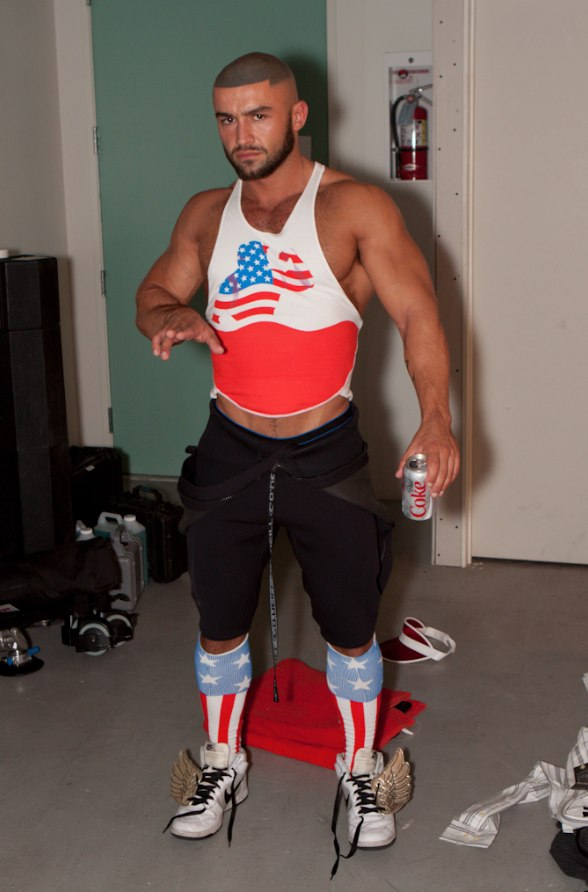
En man som bär en beskuren väst som visar magen
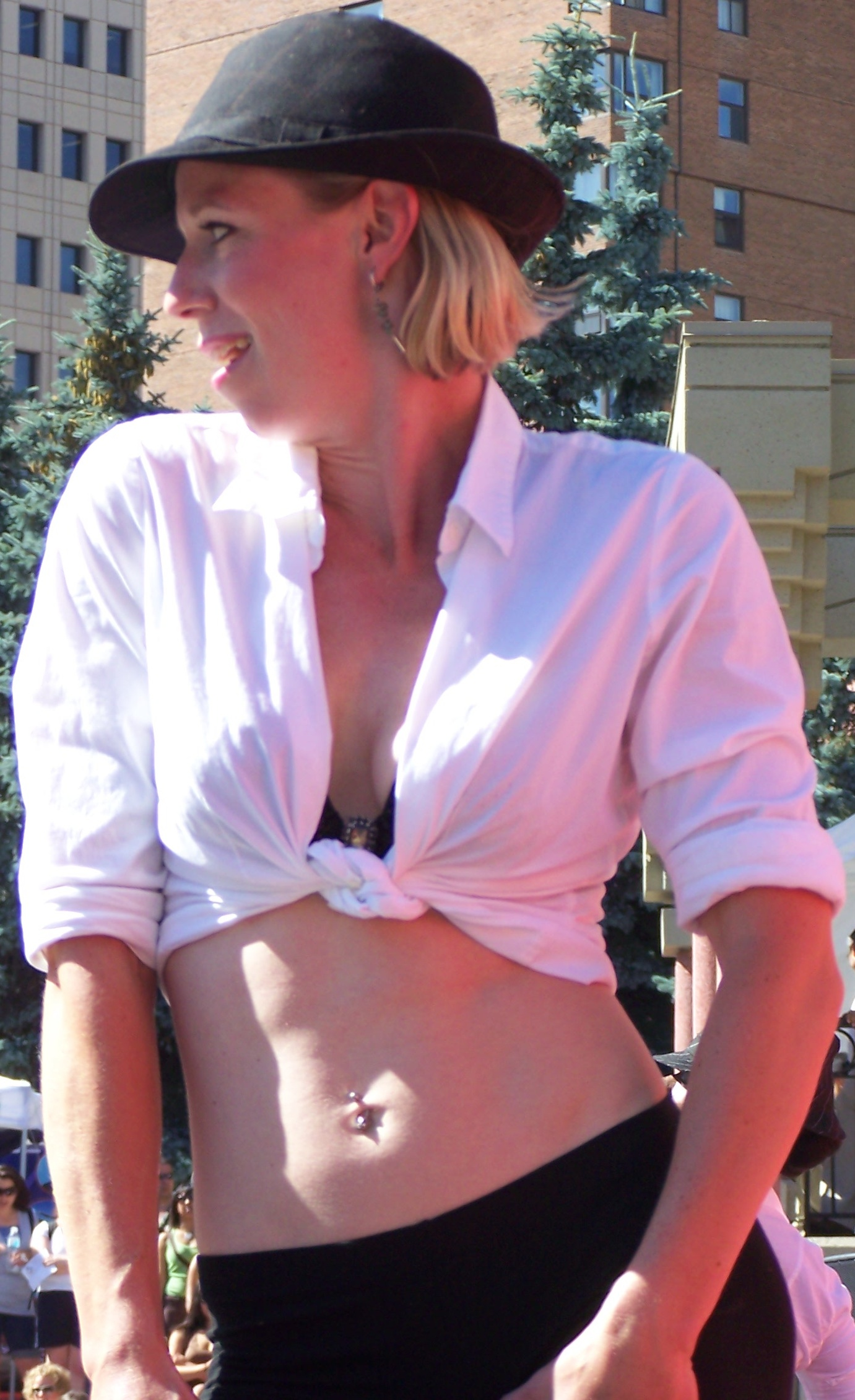
Kvinna som knutit skjortan till en magtröja